# Chiasmodon niger

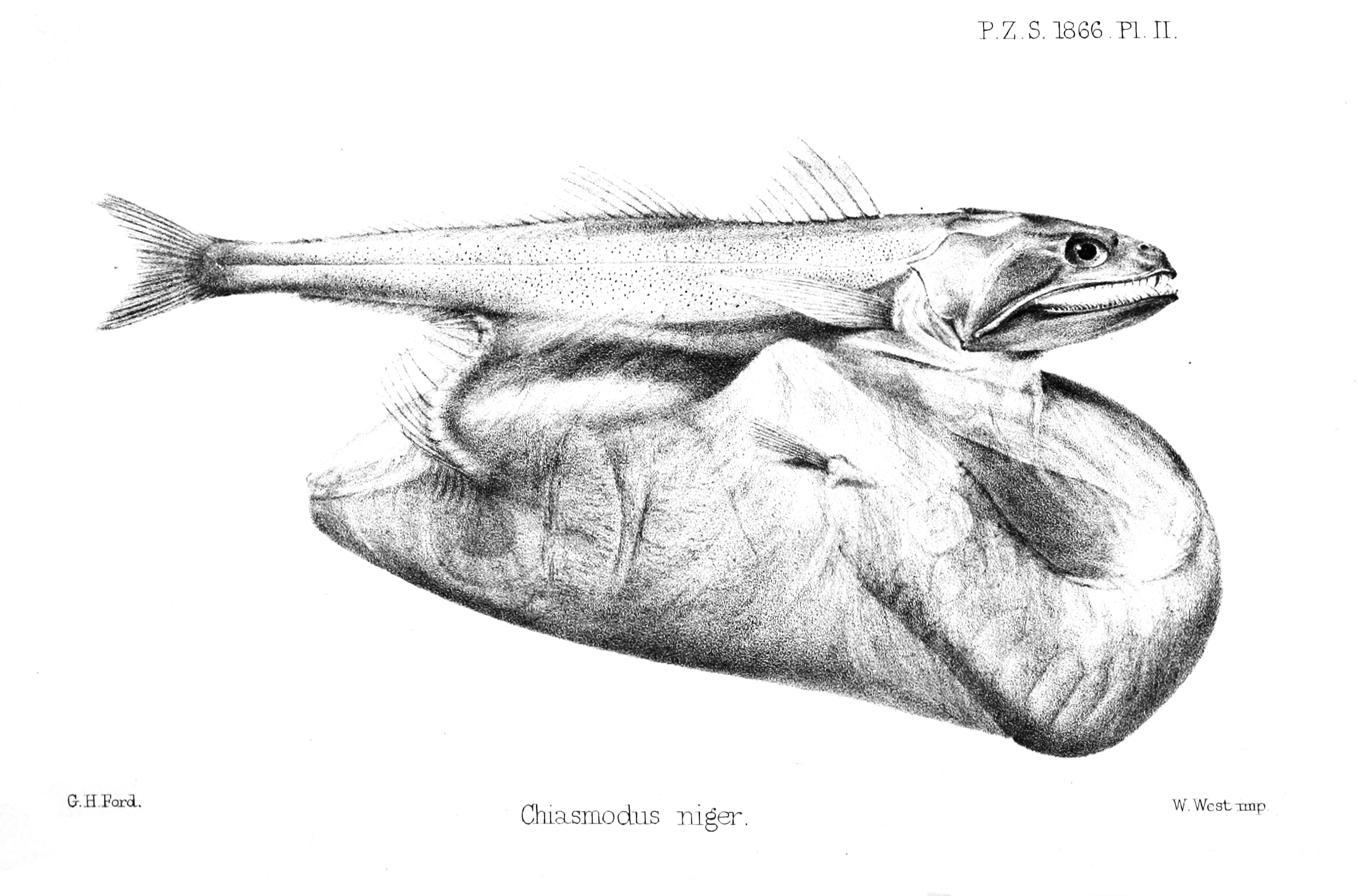
Il·lustració del 1866 (publicada el 1867)

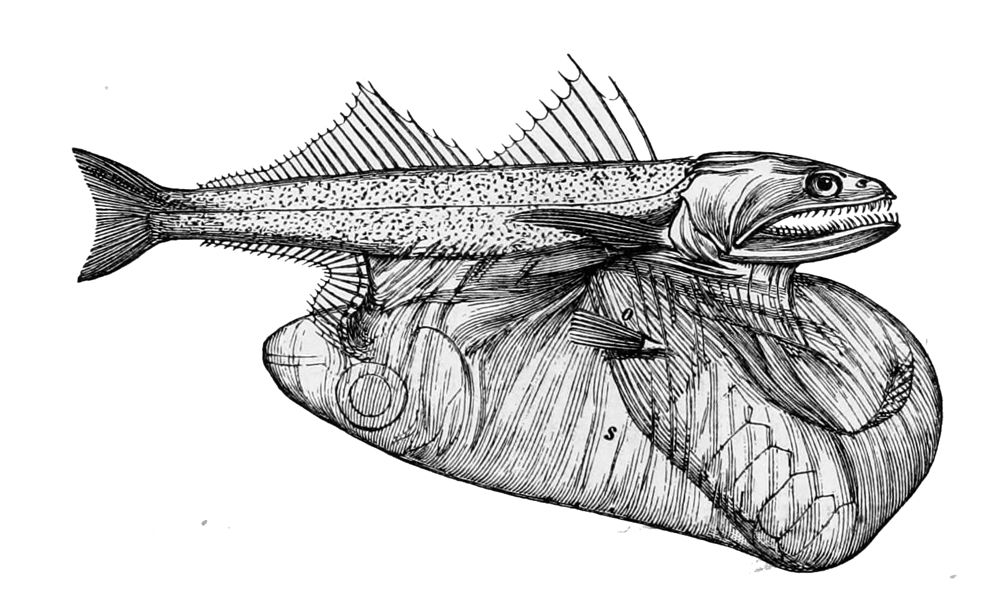
Il·lustració del 1880

Chiasmodon niger és una espècie de peix de la família dels quiasmodòntids i de l'ordre dels perciformes.

## Descripció
El cos (allargat, comprimit i sense escates) fa 25 cm de llargària màxima i és de color negre marronós. 43-44 vèrtebres (versus 47-48 en Chiasmodon braueri). Absència d'aleta adiposa. Dues aletes dorsals: la primera té 10-12 espines i la segona és més allargada que la primera i té 1 espina i 26-29 radis tous. Aleta anal amb 1 espina i 26-29 radis tous. Aleta caudal bifurcada amb 9 radis. 1 espina i 5 radis tous a les aletes pelvianes, les quals són petites. Aletes pectorals amb 13-14 radis (vs. 15-16 en Chiasmodon pluriradiatus i Chiasmodon asper). 1 ullal al premaxil·lars (vs. 2 en C. pluriradiatus i C. asper). Absència d'espínules dèrmiques força petites en els espècimens més grans de 45 mm de longitud (vs. presència en C. pluriradiatus i C. asper). Cap allargat i amb els ulls d'una grandària moderada i una gran boca. La mandíbula inferior depassa la superior. Totes dues mandíbules presenten una sola filera de dents esmolades, les quals s'entrellacen quan la boca està tancada. Les tres primeres dents de cada mandíbula estan engrandides en forma de dents canines o ullals: la primera força corbada, la segona de grandària moderada i dirigida cap enrere, i la tercera molt allargada. Presència d'una espina petita al preopercle. Musell allargat i punxegut (vs. curt i rom en Chiasmodon subniger). Línia lateral no interrompuda.

## Reproducció
És ovípar, els ous són pelàgics, fan 1,1-1,3 mm de diàmetre i contenen un glòbul oliós i sis taques de color fosc, les quals es distribueixen, quan neixen les larves, des de davant dels ulls fins a l'extrem del notocordi. Aquestes taques desapareixen amb el temps i el cos s'enfosqueix fins a esdevindre negre. Els ous es troben sobretot a l'hivern a Sud-àfrica i els joves, des de l'abril fins a l'agost, a les illes Bermudes. Tant les larves com els joves estan coberts per petites espínules sortints.

## Alimentació
Menja peixos ossis, els quals són empassats sencers, ja que el seu estómac gaudeix d'una gran distensibilitat capaç d'engolir preses de més de dues vegades la seua longitud i deu vegades la seua massa. De vegades, engoleix peixos tan grossos que no poden ésser digerits abans que la descomposició comenci i els gasos alliberats l'empenyen cap a la superfície. És d'aquesta manera com la majoria dels espècimens coneguts d'aquesta espècie han estat capturats. Un exemple d'això es va produir l'any 2007 quan un exemplar de 19 cm va ser trobat mort davant les costes de l'illa Grand Cayman, l'estómac del qual contenia el cos d'un Gempylus serpens de 86 cm de llargada o, cosa que és el mateix, quatre vegades la longitud d'aquell. El seu nivell tròfic és de 4,5.

## Depredadors
A les illes Hawaii és depredat per Alepisaurus ferox.

## Hàbitat i distribució geogràfica
És un peix marí, pelàgic (entre 700 i 2.745 m de fondària, normalment a partir de 750) i oceànic, el qual viu a les aigües temperades i tropicals de l'Atlàntic nord (des de 95°W fins a 5°E i des de 46°N fins a 5°S, incloent-hi Groenlàndia, el Canadà, el golf de Mèxic, Portugal -incloent-hi les illes Açores i Madeira-, l'Estat espanyol, el corrent de Canàries, Cap Verd i, possiblement també, Islàndia), l'Atlàntic sud-occidental (l'Argentina i la plataforma patagona), l'Índic (les illes Crozet i les illes Kerguelen) i el Pacífic (les illes Kurils, el Japó, el corrent de Kuroshio, el mar de la Xina Meridional, el mar Groc, Taiwan, les illes Hawaii, Austràlia -Nova Gal·les del Sud- i Nova Zelanda).

## Observacions
És inofensiu per als humans i el seu índex de vulnerabilitat és moderat (36 de 100).